# Хансен, Ханс Триер
Ханс Триер Хансен (дат. Hans Trier Hansen; 15 мая 1893, Vallekilde, Зеландия — 12 сентября 1980, Hørve, Зеландия) — датский гимнаст, серебряный призёр летних Олимпийских игр 1912 года в командном первенстве по шведской системе; также, по данным МОК, чемпион летних Олимпийских игр 1920 года в командном первенстве по произвольной системе.